# Komuna e Vëndreshës
Komuna e Vëndreshës är en kommundel och tidigare kommun i Albanien.   Den ligger i prefekturen Qarku i Beratit, i den centrala delen av landet, 90 km söder om huvudstaden Tirana.
Trakten runt Komuna e Vëndreshës består till största delen av jordbruksmark.  Runt Komuna e Vëndreshës är det ganska glesbefolkat, med 24 invånare per kvadratkilometer.